# Зборовский городской совет
Зборовский городской совет (укр. Зборівська міська рада) — входит в состав
Зборовского района
Тернопольской области
Украины.
Административный центр городского совета находится в 
г. Зборов.

## Населённые пункты совета
- г. Зборов
- с. Футоры